# Myrcia perforata
Myrcia perforata är en myrtenväxtart som beskrevs av Otto Karl Berg. Myrcia perforata ingår i släktet Myrcia och familjen myrtenväxter. Inga underarter finns listade i Catalogue of Life.